# Escudo de armas de Santo Domingo
El escudo de armas de Santo Domingo es oficialmente el primer escudo de armas concedido por la Corona española en América, siendo también el escudo de armas más antiguo todavía utilizado y conservado en el Nuevo Mundo. Fue otorgado y adoptado el 7 de diciembre de 1508 por el real privilegio de Juana I de Castilla. Era una tradición que todos los pueblos españoles y provincias españolas heredasen un escudo de armas por derecho medieval. Su uso se ostenta en la capital del país, tanto como en el Distrito Nacional, la capitanía y sectores aledaños.
A finales del año 1508, se concedieron los primeros escudos en América, son los escudos pertenecientes a la isla La Española, por entonces llamada Santo Domingo, tanto a la isla como a la villa de Santo Domingo y a las 14 villas existentes en la isla. La mayoría de estos escudos de armas son aún utilizados, hay algunos que han sufrido ligeras modificaciones, otros que han quedado intactos y originales. Algunos de ellos, municipios o ciudades como son La Vega, Santiago, El Seibo, Bonao, San Juan, Puerto Plata, Azua, Higüey, entre otras.

## Heráldica
Es un escudo entado en punta sobre un fondo forrado gules (campo colorado), y trae:
- En primer lugar, una llave azur, que simboliza la llave de la puerta de la gran Santo Domingo.

- Dos (cabezas de)[5] leones de León, dorados y enfrentados, cada uno a un lado flanqueando la llave. Surmontada sobre la llave, una corona de oro con cinco florones visibles.
- Su bordura, cruz flordelisada centrada de sable y plata sobre un campo contracargado de plata y sable, blasón Ordo Praedicatorum.

Al timbre:
- Corona real forjada de oro, con ocho florones de hojas de acanto perladas, cinco hojas visibles, con puntas intercaladas engastadas de perlas, siendo visibles cuatro puntas con cuatro perlas.
- Carga una diadema engastada de piedras preciosas, interpoladas también de perlas.

## Historia
La villa fue fundada oficialmente entre el 4 y 5 de agosto de 1498 por Bartolomé Colón, nombrada inicialmente como La Nueva Isabela, honorando a la reina Isabel I de Castilla. Fue también la ciudad más importante en los inicios de la colonización en América. Más tarde su nombre cambió a "Santo Domingo" en honor a Santo Domingo de Guzmán, fundador de la Orden de Predicadores. Santo Domingo fue el patrono de Domenico Colombo, padre de Cristóbal Colón. La parte de la isla era de forma íntegra una provincia del Reino de España con representación en las Cortes de Cádiz, estipulado en el artículo 10 de la Constitución de Cádiz. 
A diferencia de los distintos escudos que fueron concedidos el 7 de diciembre de 1508 a las villas de Santo Domingo, el escudo que se cedió a la villa de Santo Domingo tuvo una reforma posterior ese siglo, donde se conservaron los elementos anteriores pero alternando únicamente las posiciones. 
| Diseño alternativo | Diseño alternativo |
| ------------------ | --- |
|                    | El escudo tuvo un diseño anterior al actual, se distingue de su forma de escudo ovalada ibérica de la forma cuadrada ibérica actual, donde los cambios sugieren que los leones dorados que flanqueaban la llave eran su tenante, el escudo era cortado, de esmaltes gules y plata, a forro gules cargado de llave azur y a forro plata cargado con el blasón de la orden. |